# Jasenica (pueblo)
Jasenica (en húngaro: Jeszence) es un pueblo y municipio en el Distrito de Považská Bystrica en la Región de Trenčín del noroeste de Eslovaquia.

## Historia
En registros históricos el pueblo se mencionó por primera vez en 1269.

## Geografía

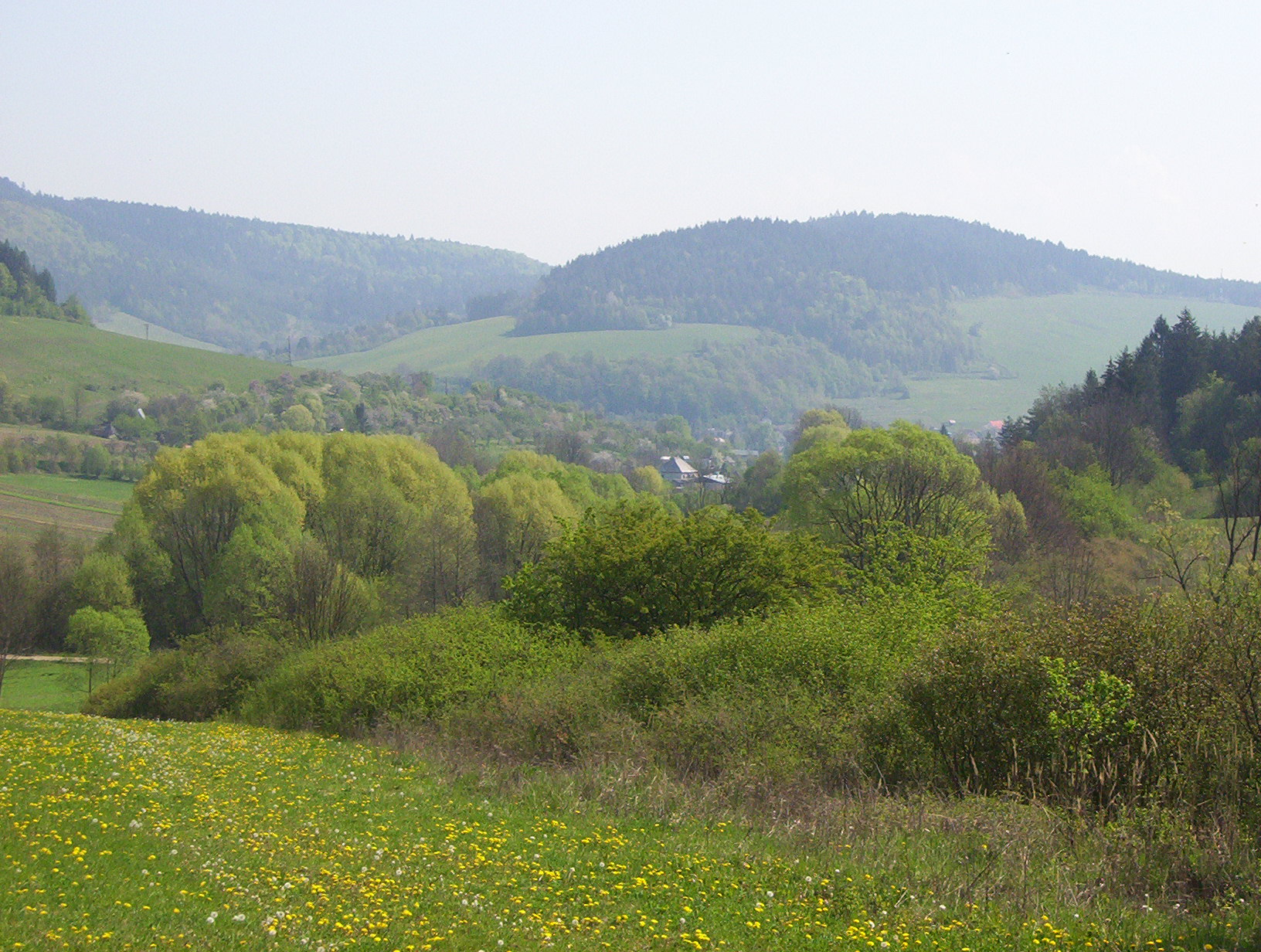
Vista del valle donde se ubica Jasenica.

Jasenica está situada en la región de Považie, en el valle Papradno  entre cuatro cerros: Hradište, Dúbrava, Súdna y Lopušná. A través de este valle fluye el río Papradnianka. El municipio se encuentra a una altitud de 311 metros y cubre un área de 7.298 km². Tiene una población de aproximadamente 1110 personas.

## Demografía
| Año        | 1994 | 2004    | 2014    | 2024     |
| ---------- | ---- | ------- | ------- | -------- |
| Población  | 950  | 976     | 1063    | 1245     |
| Diferencia |      | +2,73 % | +8,91 % | +17,12 % |

| Año        | 2023 | 2024    |
| ---------- | ---- | ------- |
| Población  | 1238 | 1245    |
| Diferencia |      | +0,56 % |

## Recursos genealógicos
Los registros para búsqueda genealógica están disponibles en el archivo estatal "Statny Archiv en Bytca, Eslovaquia"
- Registros de la Iglesia católica (muertes/de matrimonios/de los nacimientos): 1717-1895 (parroquia A)